# Frankatur

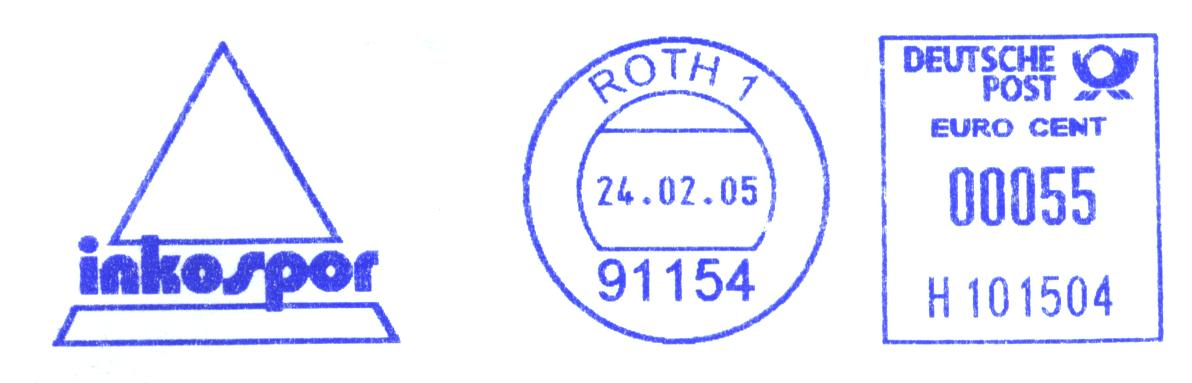
Von einer Frankiermaschine erstellte
Frankatur der Deutschen Post

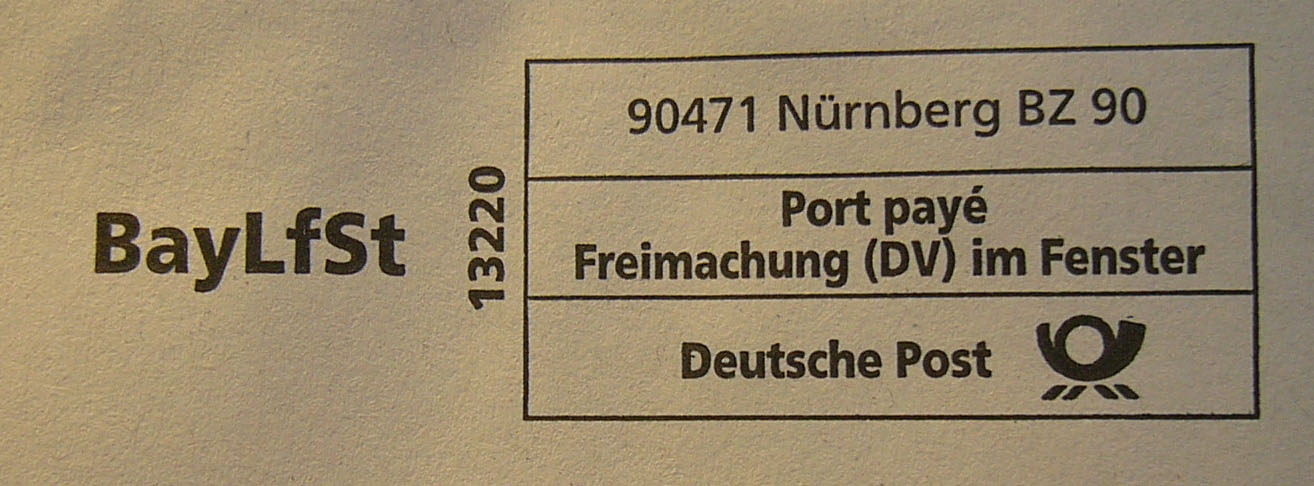
Hinweis auf dem Kuvert für die Beförderung mit der DPAG (oben rechts)

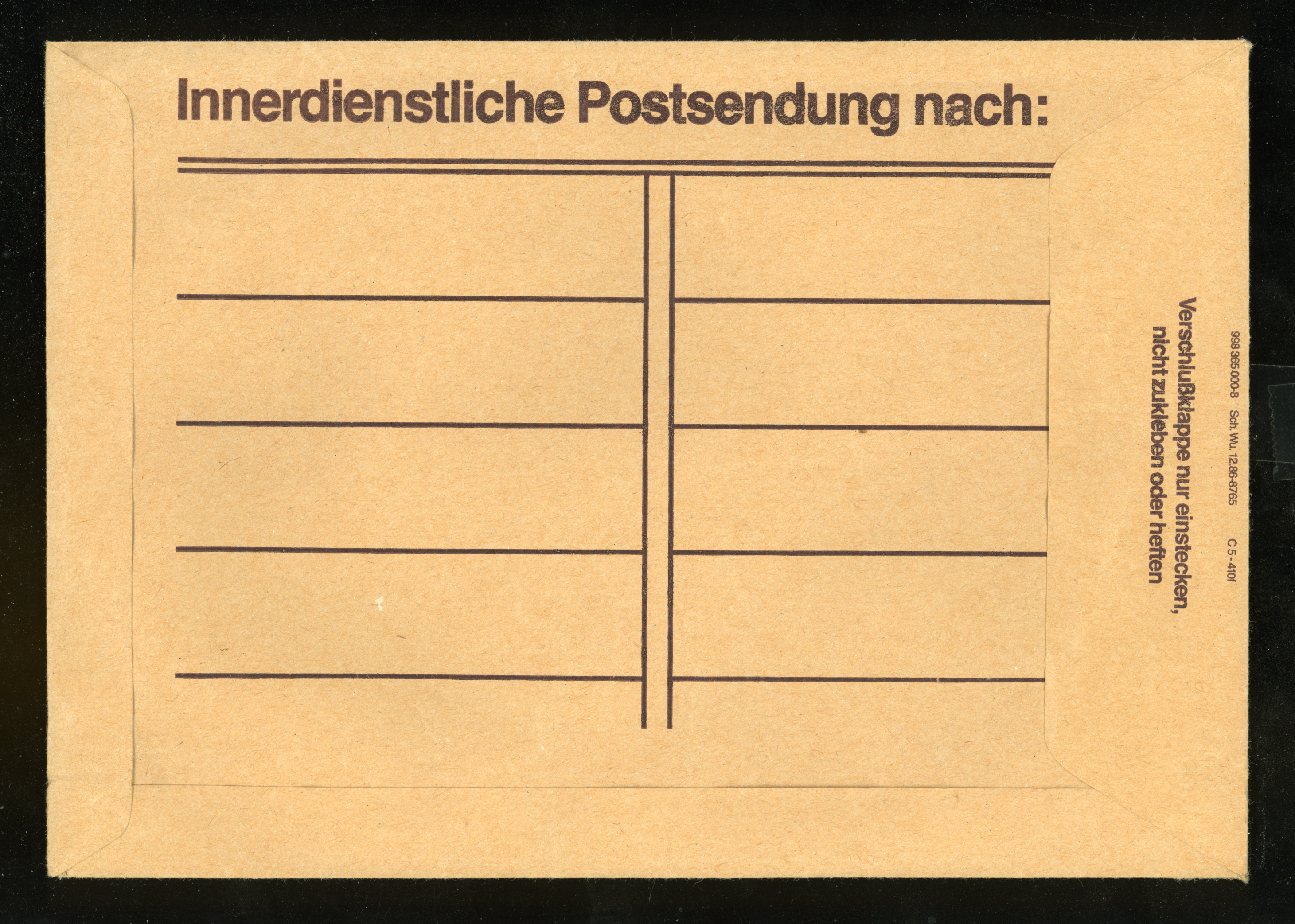
Eine bis zu 20-mal verwendbare Versandtasche der ehemaligen Deutschen Bundespost. Nach Durchstreichen des Adressfeldes wurde eine neue Adresse eingetragen. Der Versand war kostenlos.

Frankatur (oder Frankierung, Freimachung) sind Handelsklauseln in Beförderungsverträgen, die zwischen Absender und Empfänger insbesondere festlegen, wer die Transportkosten zu tragen hat.

## Allgemeines
Die Frankatur bezog sich früher teilweise auf die zum Freimachen einer Postsendung bestimmten Briefmarken und erschien in dieser Form erstmals 1831 in einem Fremdwörterbuch. Danach definierte man als Frankatur (italienisch franco di porto, „freie Beförderung“) in einem Kaufmannslexikon aus dem Jahre 1838 die Entrichtung des Portos für Briefe oder Pakete oder die Vorauszahlung der Transportkosten von Frachtgütern durch den Absender.
Frankaturen sind heute Handelsklauseln und dürfen deshalb gemäß § 346 HGB lediglich bei Handelsgeschäften zwischen Kaufleuten vereinbart werden. Bei Nichtkaufleuten (etwa Verbrauchern) sind derartige Handelsklauseln nur anwendbar, wenn diese wie Kaufleute am Handelsverkehr teilnehmen und ihnen diese Handelsbräuche bekannt sind. Einige Logistikdienstleister erweitern die Frankatur mit Hinweisen zu Final Mile Services.

## Rechtsfragen
Generell sieht § 407 Abs. 2 HGB beim Frachtvertrag vor, dass der Absender die vereinbarte Fracht zu zahlen hat, und zwar bei Ablieferung des Frachtgutes (§ 420 Abs. 1 HGB). Frankaturen regeln im Rahmen der Lieferbedingungen, wer genau die Kosten der Warenbeförderung zahlen soll. Frankaturen schwanken zwischen den Extremwerten „franko, franco“/„frei“ (englisch prepaid) oder CIF, bei denen der Absender die Transportkosten vollständig übernimmt und „unfrei“ (englisch cash on delivery, COD und englisch ex works EXW, „ab Werk“), bei welcher der Empfänger die Transportkosten trägt. Hat der Absender im Frachtbrief die Übernahme der Fracht erklärt, verneint der Bundesgerichtshof (BGH) aufgrund § 436 HGB die Übernahme der Frachtkosten durch den Empfänger.
Steht im Eisenbahnfrachtbrief „frei Station“, ist das Rollgeld vom Empfänger zu bezahlen. „Frei Fracht“ besagt, dass der Absender lediglich die Fracht für die Beförderungsstrecke übernimmt. Einschränkungen sind auch die Frankaturen „frei in Eisenbahnwagen“ (FIW), „frei an Bord des Flugzeuges“ (FOA), „frei LKW“ (FOT), bei denen der Empfänger einen Teil der Transportkosten zu tragen hat.

## Frankierung
Frankierung (aus italienisch francare, „freimachen“) ist heute die Freimachung einer Postsendung durch eines oder mehrere Postwertzeichen (Briefmarken, Freistempel, Frankit oder Stampit mit jeweiligem Nennwert). Porto (lateinisch porto, „ich trage“) heißt das Entgelt, welches im Regelfall der Absender der Post für den Transport und die Zustellung der Sendung zu zahlen hat. Diese Postgebühren werden durch die Bundesnetzagentur genehmigt und sind in den „Allgemeinen Geschäftsbedingungen der Deutschen Post Brief national und Brief international“ und den „Allgemeinen Geschäftsbedingungen der Deutschen Post AG für die Frankierung von Sendungen mit Frankiermaschinen“ geregelt. Hierin wird auf die Regelungen über den Frachtvertrag (§§ 407 ff. HGB) verwiesen. Der Absender ist nach den Post-AGB verpflichtet, für jede Leistung das dafür in dem Verzeichnis „Leistungen und Preise“ oder anderen Preislisten vorgesehene Entgelt zu zahlen. Der Absender hat das Entgelt im Voraus, spätestens bei Einlieferung der Sendung zu zahlen („Freimachung“), soweit nicht besondere Zahlungsmodalitäten gelten. Der Empfänger kann bei unfreien Sendungen das Beförderungsentgelt zuzüglich eines Einziehungsentgelts sowie sonstige auf der Sendung lastende Kosten mit befreiender Wirkung für den Absender bezahlen (Nachentgelt).

### Deutschland
Es gibt im Bereich der Deutschen Post verschiedene Möglichkeiten der Freimachung, und zwar Briefmarke, Frankiermaschine, DV-Freimachung, Internetmarke, Handyporto, „Filiale“-Aufkleber oder Frankierservice. Die Briefmarke stellt dabei ein kleines Inhaberpapier nach § 807 BGB dar. Postinterne Sendungen sind als „Postsache – Service des postes“ gekennzeichnet und bedürfen keiner Frankierung.
Nicht oder nicht ausreichend freigemachte Sendungen werden zunächst an den Absender zurückgeleitet, damit dieser die Sendung nachfrankieren kann. Abweichend davon kann der Empfänger sich vertraglich bereit erklären, nicht freigemachte Sendungen als „Antwort“ anzunehmen und das Entgelt zu entrichten. Wenn kein Absender auf der Außenseite sichtbar ist, wird die Sendung dem Empfänger gegen Nachentgelt angeboten. Verweigert der Empfänger die Annahme, kommt es zur Ermittlung des Absenders über die Briefermittlung der Deutschen Post in Marburg.
Alle seit dem 1. Januar 1969 ausgegebenen Briefmarken in der Währungsbezeichnung DM waren unbeschränkt frankaturgültig; es gab kein Ablaufdatum mehr wie in den vorhergehenden Jahren. Es gab allerdings auch zuvor schon einige Ausnahmen; die Dauermarkenserien Deutsche Bauwerke aus zwölf Jahrhunderten, Brandenburger Tor und die Sondermarken zu Ehren der Olympischen Sommerspiele 1968 in der Stadt Mexiko waren unbeschränkt gültig. Diese Briefmarken wurden vor 1969 ausgegeben.
Durch die Einführung des Euro als europäische Gemeinschaftswährung zum 1. Januar 2002 wurde diese Regelung hinfällig. Die Briefmarken konnten danach noch bis zum 30. Juni 2002 genutzt werden; ein Umtausch war allerdings bis zum 30. Juni 2003 in den Filialen oder direkt bei der Deutschen Post möglich.
Ab dem Jahr 2000 herausgegebene Briefmarken, die eine Wertangabe sowohl in Pfennig als auch in Euro tragen, sind weiterhin unbeschränkt frankaturgültig.

### Österreich
Mit der Einführung des Euro als Bargeld wurden auch Portogebühren und Postwertzeichen auf Euro umgestellt. Eine gewisse Zeit lang wurden postfrische, also ungestempelte Briefmarken und Postkarten mit Schilling-Werten noch umgetauscht. Frankiert, also mit Postwertzeichen beklebt, werden nur Briefsendungen samt Karten. Der Versand von Paketen, Massensendungen, Zeitungen und (ehemals) Telegrammen erfolgte gegen Bezahlung, etwa in bar.
Postkarten und zeitweise auch Fertigbriefe werden bzw. wurden von der Post samt passendem Wertzeichenaufdruck verkauft. Auslandspostkarten haben einen dem Portotarif entsprechend höheren Aufdruck als Inlandspostkarten, diese Karten im Format A6 kosten gerade so viel wie das Porto. Reicht das Porto laut Aufdruck etwa nach einer Tariferhöhung nicht aus, kann ein ergänzender Wert aufgeklebt werden.
Briefe (samt allen eventuellen Zusatzgebühren für Einschreiben, Flugpost und Expresszustellung) können mit Briefmarken zum Portowert beklebt werden. Betriebe mit viel Postausgang verwenden sogenannte Freistempler, mit Gebührenhöhe zum Einstellen und Gebührenzähler. Im Postamt wird seit Jahren in der Regel mit einem ausgedruckten Selbstklebeetikett und nicht mehr mit Einzelmarken aus dem etwa 25 × 30 cm großen Briefmarkenbuch frankiert. Mittelgroße am Postschalter aufgegebene Briefmengen können auch mit dem Vermerk P.b.b. ("Postgebühr bar bezahlt") versehen und bar bezahlt werden, diese werden durch Abstempelung mit dem Tagesstempel freigemacht für den Transport.

### Schweiz
Bei Briefen mit der A-Post erfolgt die Zustellung jeweils am nächsten Tag, auch am Samstag. Ausgenommen sind Sonntage sowie nationale, kantonale und regionale Feiertage. Mit der etwas günstigeren Versandart B-Post kommen Briefe spätestens am dritten Arbeitstag (ohne Samstag) nach der Aufgabe an. Für das Frankieren von täglich unregelmäßig anfallenden Sendungen (Tagespost) gibt es WebStamp (digitale Briefmarken), intelligente Frankiersysteme oder Wertzeichen. Intelligente Frankiersysteme (IFS) sind ideal für das Frankieren der Tagespost und vereinfachen die Frankatur von Mailings und Massensendungen. Die PP-Frankierung eignet sich besonders für den Versand mit großer Stückzahl ab 50 Sendungen.

## International
Im internationalen Geschäftsverkehr empfiehlt sich die Anwendung von Incoterms. Diese betreffen jedoch Regelungen zwischen Exporteur und Importeur. Die Frankatur bezieht sich dagegen auf Regelungen zwischen Absender und Beförderer, die sich nur in der Höhe der Gebühren unterscheidet.